# تاپنبک
تاپنبک (به آلمانی: Tappenbeck) یک شهر در آلمان است که در بولدکر لاند واقع شده‌است. تاپنبک ۱٬۳۳۱ نفر جمعیت دارد.